# Мінамі-Фурано

43°9′51″ пн. ш. 142°34′6″ сх. д. / 43.16417° пн. ш. 142.56833° сх. д.
Міна́мі-Фура́но (яп. 南富良野町, みなみふらのちょう, МФА: [mʲinamʲi ɸuɾano t͡ɕoː]) — містечко в Японії, в повіті Сораті округу Камікава префектури Хоккайдо. Станом на 1 жовтня 2008 року площа містечка становила 665,52 км². Станом на 31 березня 2017 населення містечка становило 2560 осіб.